# San Nicolás de los Garza
San Nicolás de los Garza è un comune dello stato del Nuevo León, in Messico.
È localizzata nell'area urbana di Monterrey. Venne fondata il 5 febbraio 1597, ed è per popolazione la terza città dello stato, dopo Monterrey e Guadalupe, con la quale confina.
Allo stadio Universitario, lo stadio della città, si sono tenute alcune partite dei Mondiali 1986, tra cui un quarto di finale.